# Токсикоманія
Токсикома́нія — хвороба, яка характеризується психічною, а іноді й фізичною залежністю від психоактивної токсичної речовини, не віднесеної до списку наркотиків (наприклад, інгалянтів).
Токсикоманія як патологічний потяг змінює психічний стан залежної людини, викликається снодійними засобами (барбітурати), транквілізаторами (діазепам тощо), психостимуляторами (циклодол тощо).

## Види токсикоманій
- Зловживання транквілізаторами.
- Зловживання снодійними засобами.
- Зловживання холінолітичними засобами.
- Зловживання інгалянтами (ефіром, закисом азоту, препаратами побутової хімії).
- Нікотинова токсикоманія.
- Кофеїнова токсикоманія.

Психоактивна токсична речовина може мати ті ж властивості, що й наркотик, але соціальна небезпека її вживання дещо менша, і, відповідно, офіційно наркотиком вона не визнана.
З клінічних позицій наркоманії та токсикоманії патогенетично досить схожі. Для них характерне поступове формування тріади синдромів:
1. поява синдрому лікарської залежності (залежність психічного та фізичного комфорту від прийому препарату);
2. поступова зміна толерантності з підвищенням доз та зміною форми сп'яніння;
3. наявність абстиненції та невгамовного (фізичного або компульсивного) потягу до препарату, тому що життєдіяльність організму нормалізується лише при певному рівні наркотизації.

## Методи запобігання токсикоманії

### Промислово-технологічні
Насамперед із побутової хімії (зокрема з клеїв та лакофарбових матеріалів) видаляється толуол.

### Законодавчі заходи
В Україні запроваджені заборони на продаж тих чи інших[яких?] речовин неповнолітнім. Саме вживання таких речовин не за призначенням не обмежене ніякими законами, але в разі затримання токсичне сп'яніння прирівнюється до алкогольного або наркотичного і тягне відповідні наслідки, як, наприклад, позбавлення водійських прав або навіть у певних випадках позбавлення волі.

## План лікування хворих на токсикоманію

### Перший (попередній етап)
- припинення вживання токсичної речовини
- дезінтоксикаційна терапія
- вітамінотерапія
- симптоматична терапія.

### Основний етап
- активна антитоксикоманічна терапія
  - умовно-рефлекторна терапія
  - сенсибілізуюча терапія
- немедикаментозна
  - сорбційні методи (гемосорбція, гастроентеросорбційна детоксикація)
  - квантова автогемотерапія
  - рефлексотерапія
  - лазерорефлексотерапія
  - екстремальна кріопунктура, магніторефлексотерапія та ін.
- психотерапія
  - індивідуальна гіпносугестивна психотерапія
  - колективна сугестивна терапія
  - опосередкована психотерапія (плацебо-терапія)
  - емоційно-стресова терапія (варіант «кодування» за О. Р. Довженком)
  - аутогенне тренування.

### Третій етап (підтримуюча терапія)
- підтримуюча терапія
- повторні курси умовно-рефлекторної та сенсибілізуючої терапії
- стимулююча терапія
- трудотерапія
- соціотерапія — вирішення соціальних, побутових та сімейних проблем.

Клінічна картина та перебіг кожної форми токсикоманії мають свої особливості, що пов'язано з фармакологічною активністю препарату та його токсикогенними властивостями.